# American Horror Story: Asylum
American Horror Story: Asylum is het tweede seizoen van de Amerikaanse dramaserie American Horror Story. Het verhaal staat volledig los van het voorgaande seizoen en speelt zich hoofdzakelijk af in een psychiatrische instelling in de jaren 1960.
In Vlaanderen werd American Horror Story: Asylum begin 2013 uitgezonden op de betaalzender PRIME Series en vanaf februari 2015 op 2BE. In Nederland werd de reeks in maart 2014 beschikbaar via de on-demand streamingdienst Netflix, en vanaf juni 2016 uitgezonden op RTL 8.

## Verhaallijn
De witte jongeman Kit Walker (Evan Peters) is in het geheim getrouwd met de donkere Alma (Britne Oldford), iets dat niet zo gewoon is in 1964. Wanneer Alma verdwijnt, wordt Kit ervan beschuldigd haar en twee andere vrouwen om het leven te hebben gebracht. In afwachting van zijn proces, wordt Kit in een psychiatrische instelling ondergebracht, waar door psychiater Oliver Thredson (Zachary Quinto) zal worden nagegaan of hij al dan niet geestesziek is. Kit houdt zijn onschuld staande en wordt hierin gesteund door medepatiënte Grace Bertrand (Lizzie Brocheré), die eveneens wordt verdacht van gruweldaden. 
Al snel blijken er vreemde dingen aan de hand in de door bisschop Timothy Howard (Joseph Fiennes) opgerichte instelling. Zo houdt dokter Arthur Arden (James Cromwell) er duistere activiteiten op na en ontstaat er een letterlijk duivelse strijd tussen zusters Jude (Jessica Lange) en Mary Eunice (Lily Rabe). Wanneer  journaliste Lana Winters (Sarah Paulson) achter de mistoestanden komt, wordt ze ten onrechte van haar vrijheid beroofd. Ze is vastberaden te ontsnappen en alles aan het licht te brengen, maar dit blijkt gemakkelijker gezegd dan gedaan.

## Rolverdeling

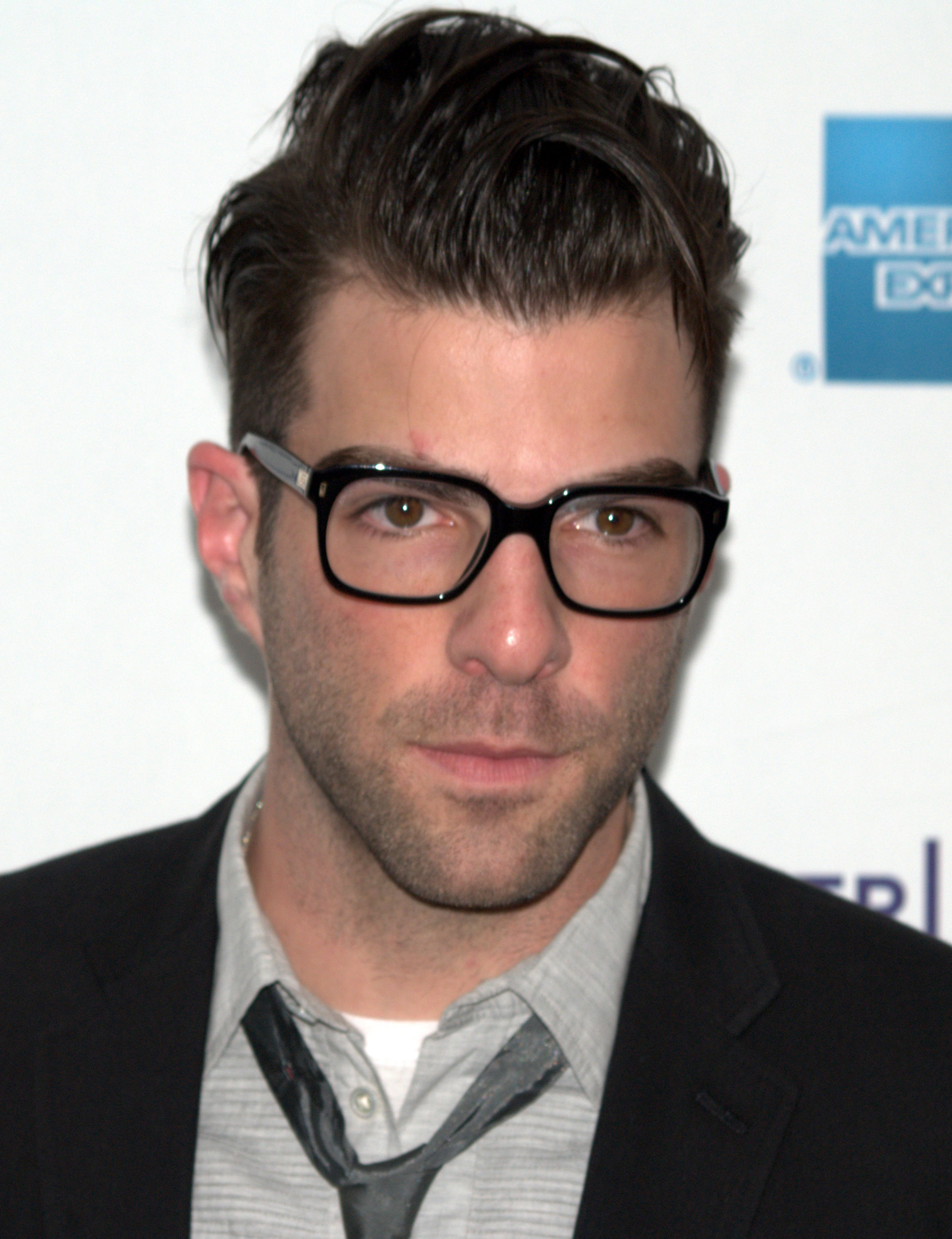
Zachary Quinto
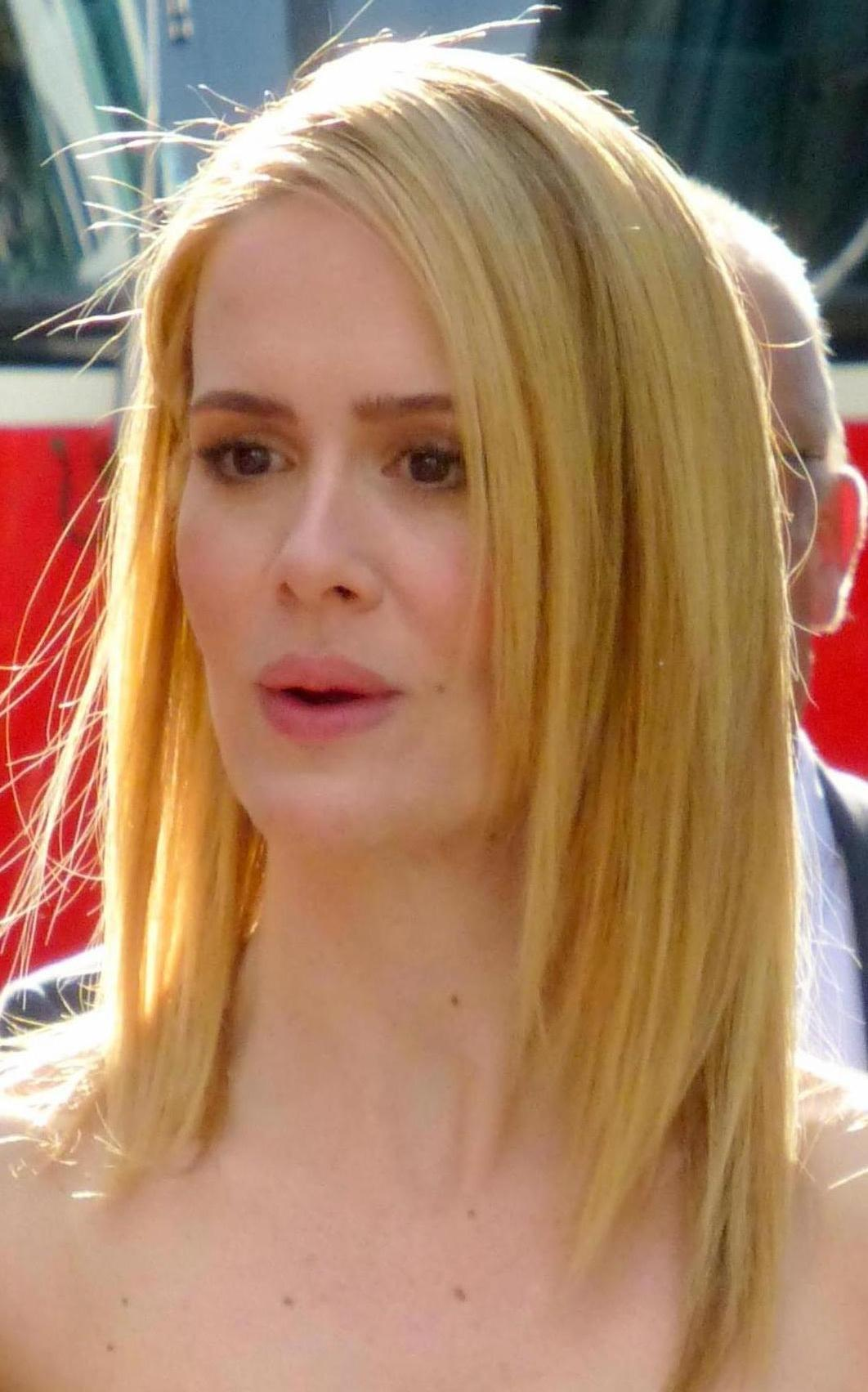
Sarah Paulson
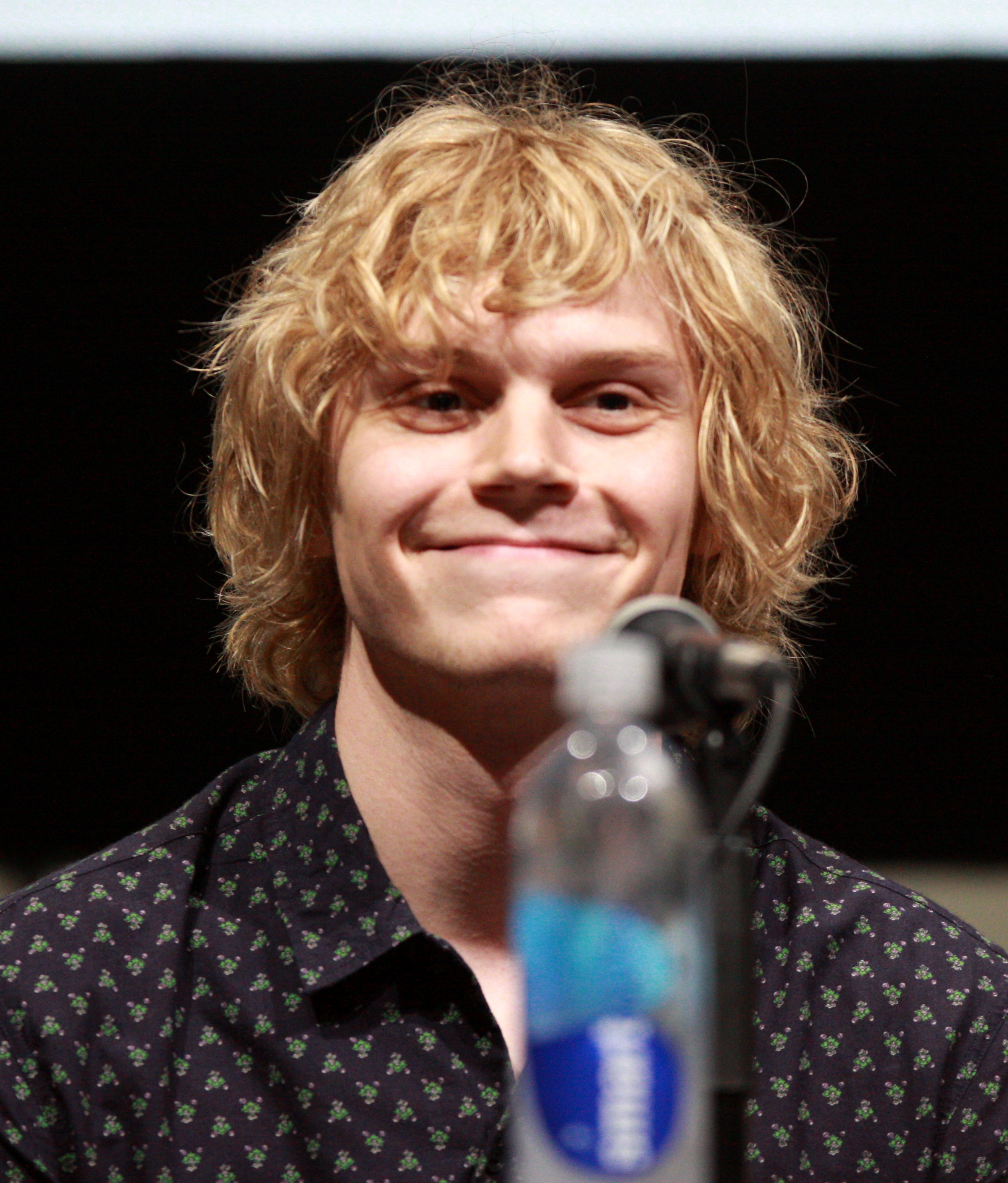
Evan Peters
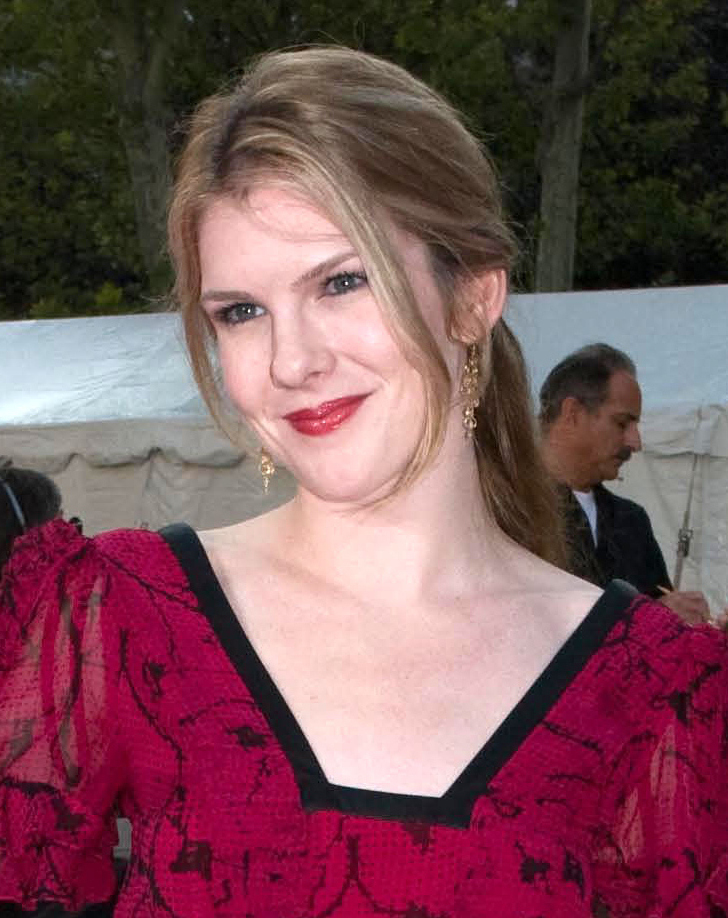
Lily Rabe

### Hoofdbezetting
- Zachary Quinto als Oliver Thredson
- Joseph Fiennes als Timothy Howard
- Sarah Paulson als Lana Winters
- Evan Peters als Kit Walker
- Lily Rabe als Mary Eunice McKee
- Lizzie Brocheré als Grace Bertrand
- James Cromwell als Arthur Arden
- Jessica Lange als Judy "Jude" Martin

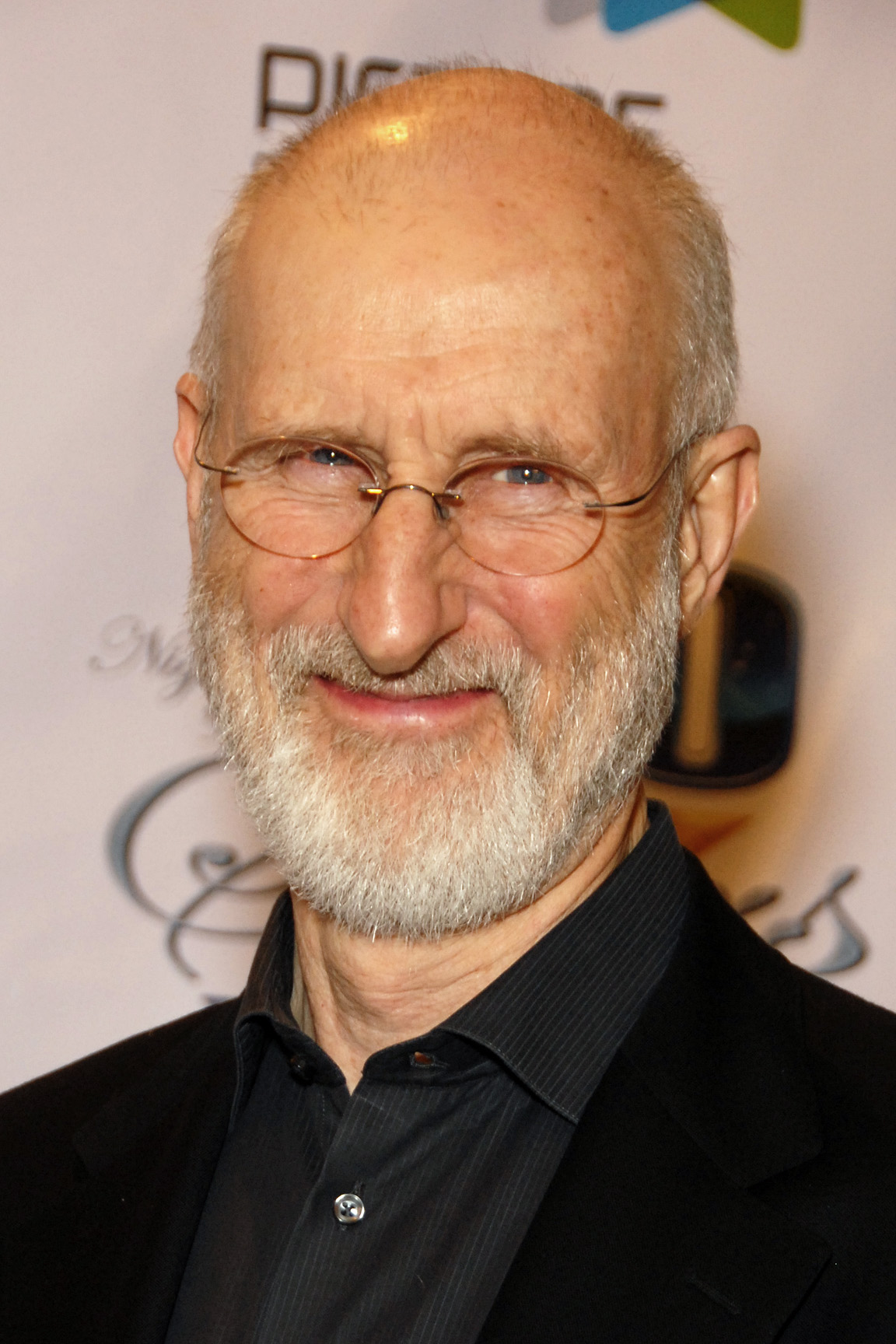
James Cromwell
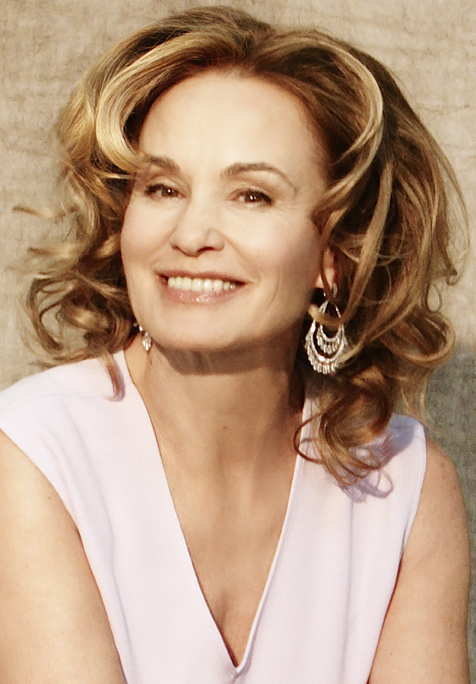
Jessica Lange
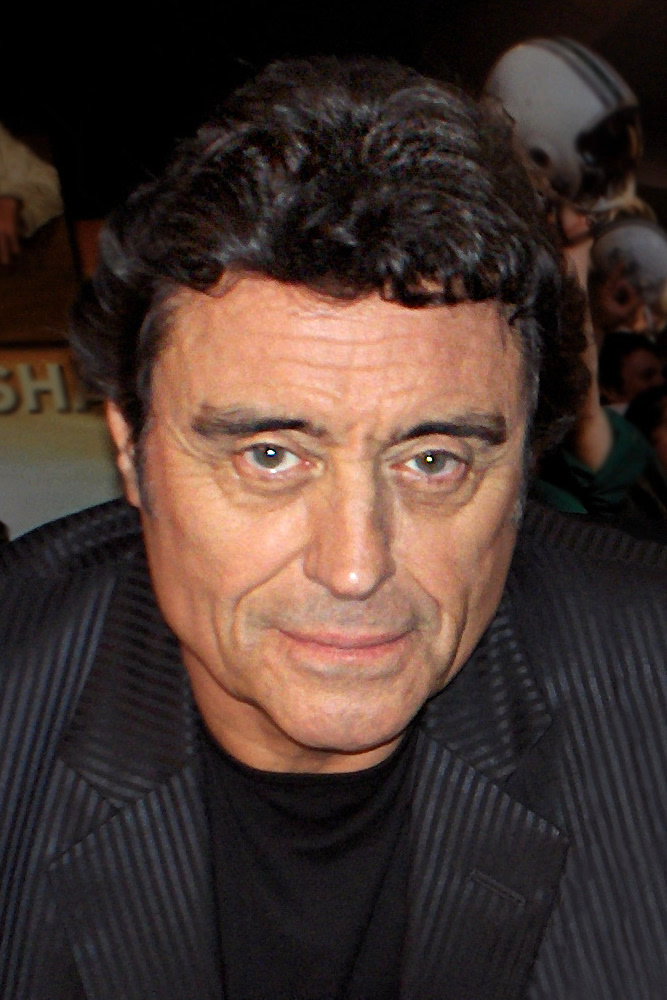
Ian McShane
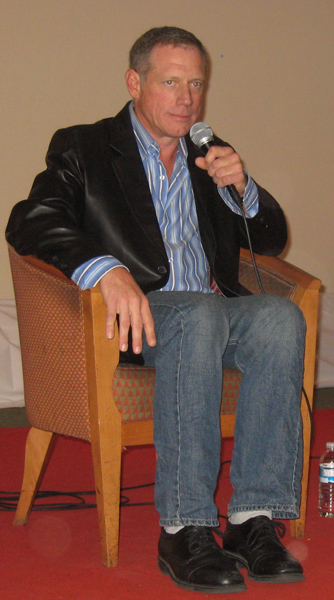
Fredric Lehne

### Special guests
- Chloë Sevigny als Shelley (6x)
- Ian McShane als Leigh Emerson (2x)

### Terugkerende bezetting
- Naomi Grossman als Pepper (7x)
- Fredric Lehne als Frank McCann (7x)
- Clea DuVall als Wendy Peyser (6x)
- Britne Oldford als Alma Walker (6x)

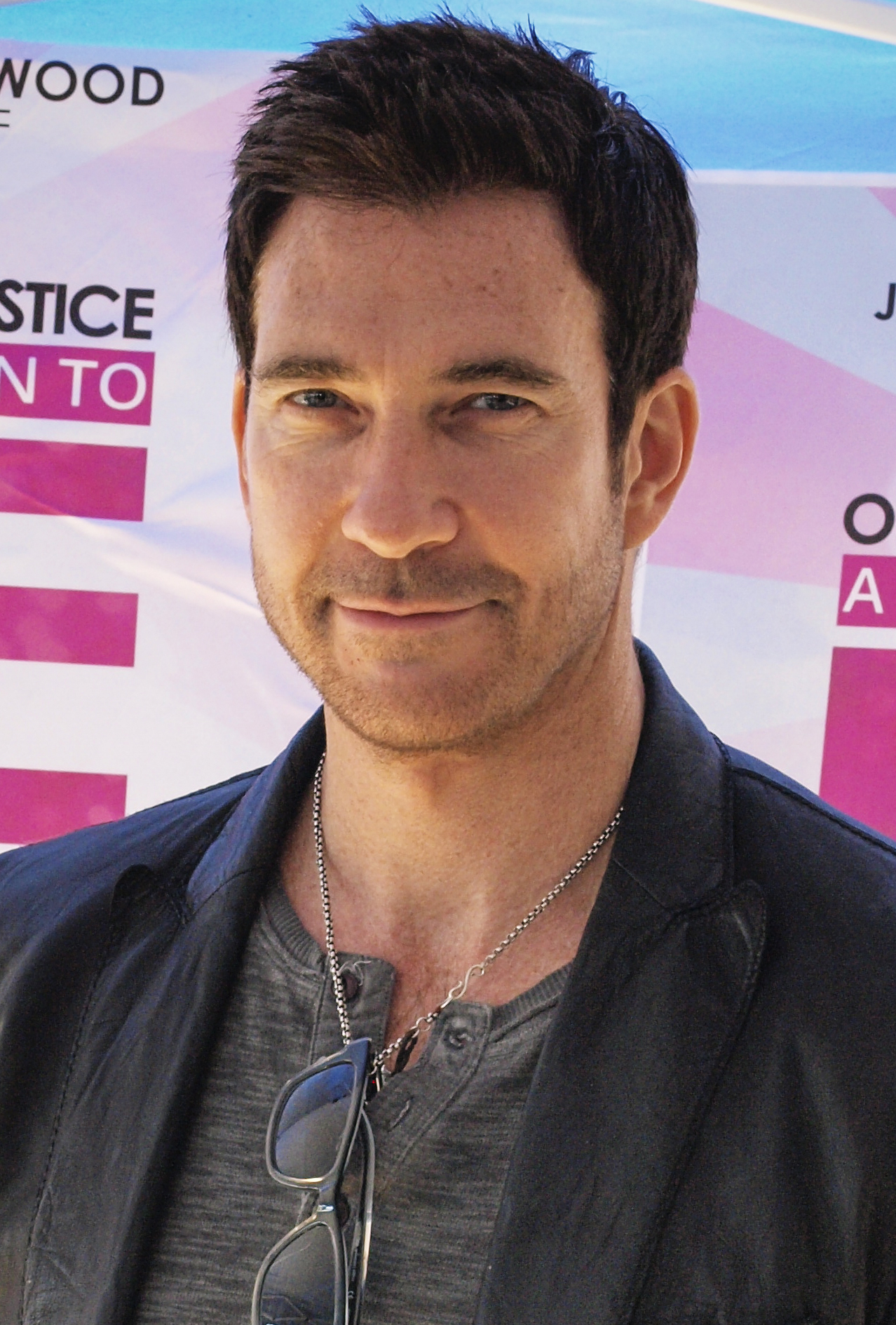
Dylan McDermott
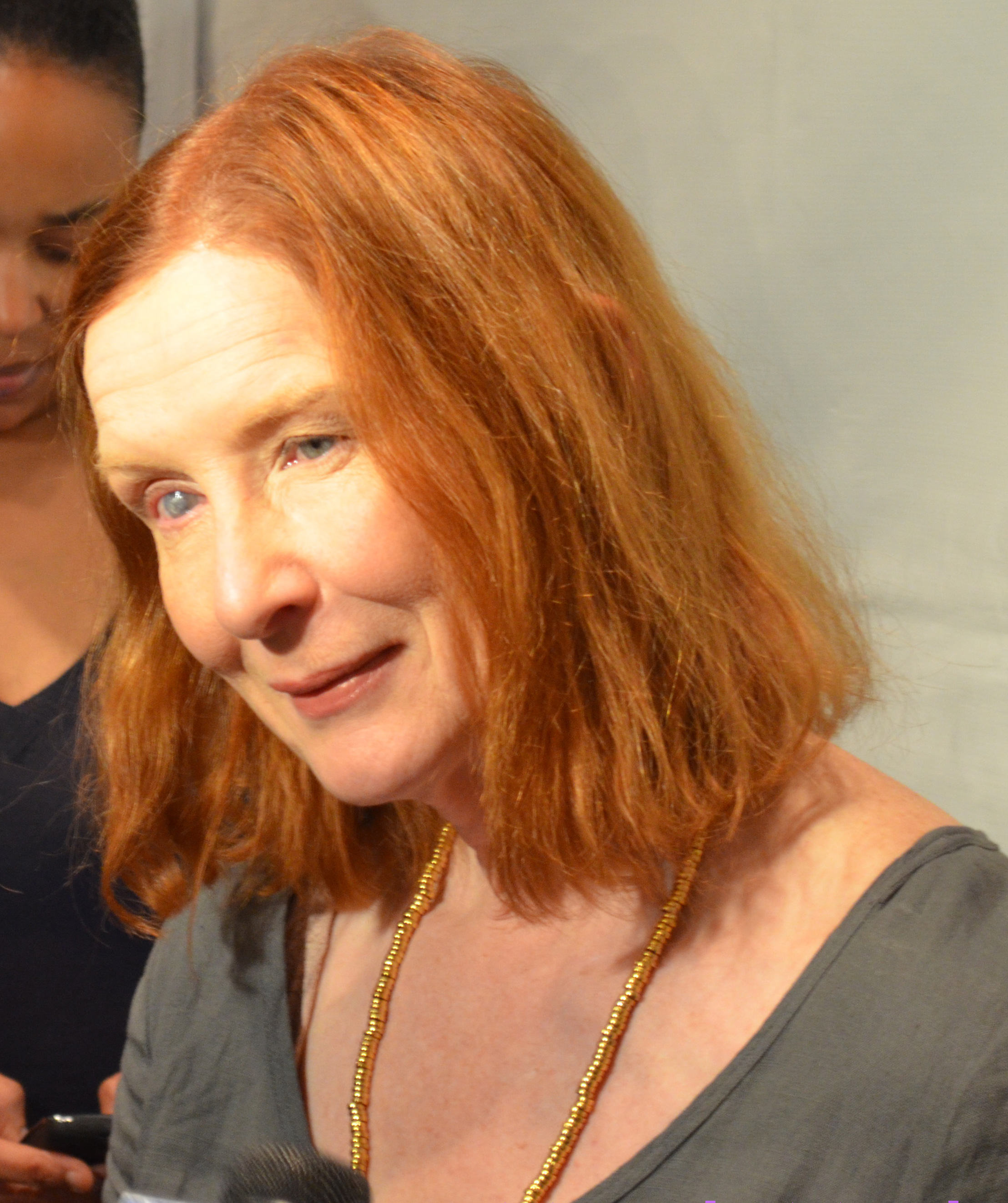
Frances Conroy
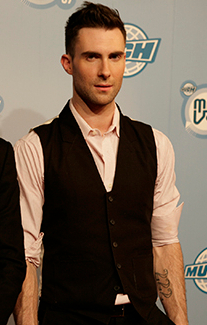
Adam Levine
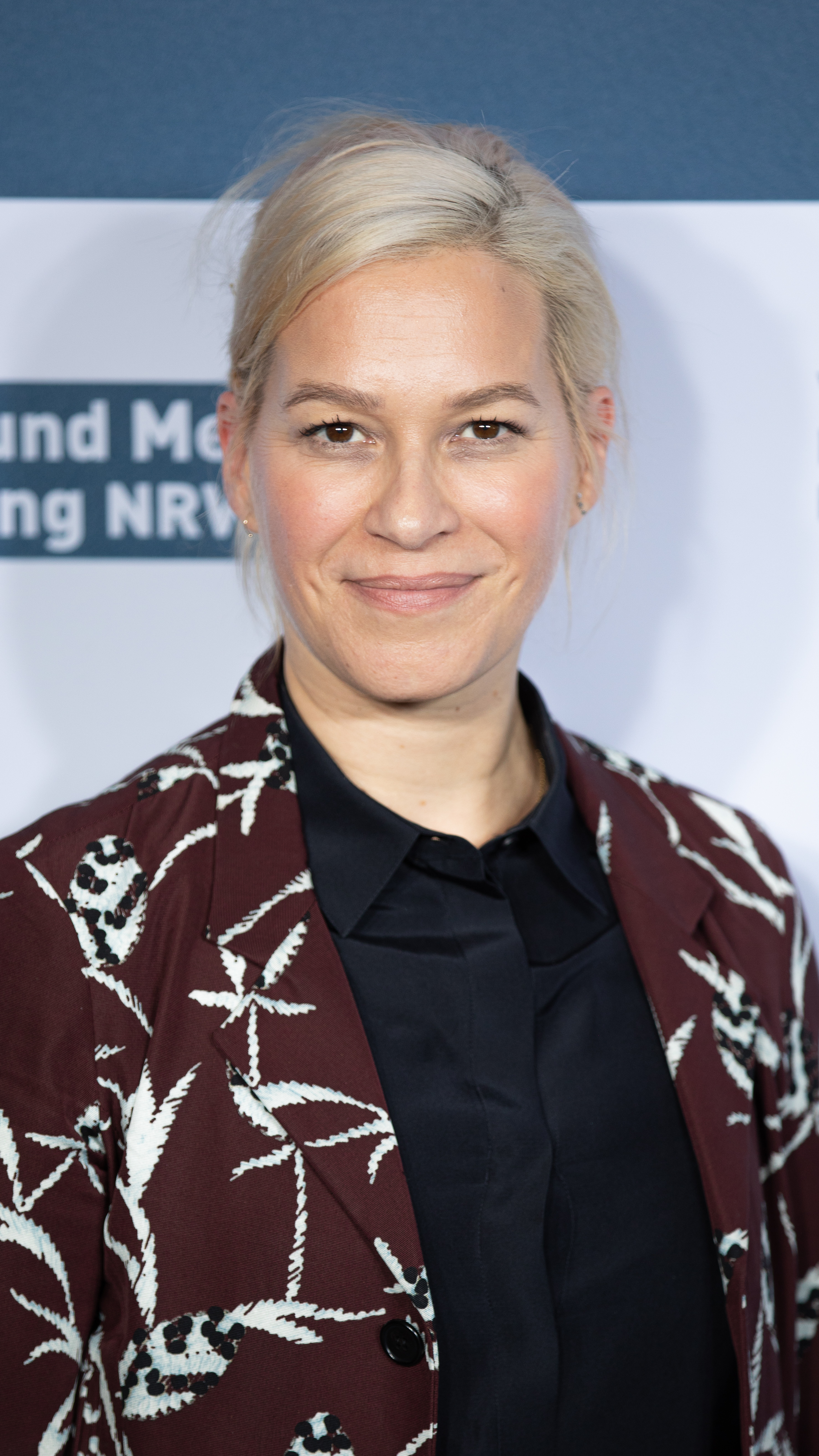
Franka Potente

- Jenna Dewan-Tatum als Teresa Morrison (6x)
- Dylan McDermott als Johnny Morgan (5x)
- Frances Conroy als Shachath: The Angel of Death (5x)
- Adam Levine als Leo Morrison (5x)
- Barbara Tarbuck als Claudia (5x)
- Mark Consuelos als Spivey (4x)
- Mark Margolis als Sam Goodwin (3x)
- Franka Potente als Anne Frank / Charlotte Brown (2x)

## Afleveringen
| Afleveringnummer | Afleveringnummer | Titel                      | Eerste uitzending VS |
| Serie            | Seizoen          | Titel                      | Eerste uitzending VS |
| ---------------- | ---------------- | -------------------------- | -------------------- |
| 13               | 1                | Welcome to Briarcliff      | 17 oktober 2012      |
| 14               | 2                | Tricks and Treats          | 24 oktober 2012      |
| 15               | 3                | Nor'easter                 | 31 oktober 2012      |
| 16               | 4                | I am Anne Frank (Part 1)   | 7 november 2012      |
| 17               | 5                | I am Anne Frank (Part 2)   | 14 november 2012     |
| 18               | 6                | The Origins of Monstrosity | 21 november 2012     |
| 19               | 7                | Dark Cousin                | 28 november 2012     |
| 20               | 8                | Unholy Night               | 5 december 2012      |
| 21               | 9                | The Coat Hanger            | 12 december 2012     |
| 22               | 10               | The Name Game              | 2 januari 2013       |
| 23               | 11               | Spilt Milk                 | 9 januari 2013       |
| 24               | 12               | Continuum                  | 16 januari 2013      |
| 25               | 13               | Madness Ends               | 23 januari 2013      |